# Domloup
Domloup är en kommun i departementet Ille-et-Vilaine i regionen Bretagne i nordvästra Frankrike. Kommunen ligger i kantonen Châteaugiron som tillhör arrondissementet Rennes. År 2022 hade Domloup 3 839 invånare.

## Befolkningsutveckling
Antalet invånare i kommunen Domloup
Referens:INSEE